# 천문시계

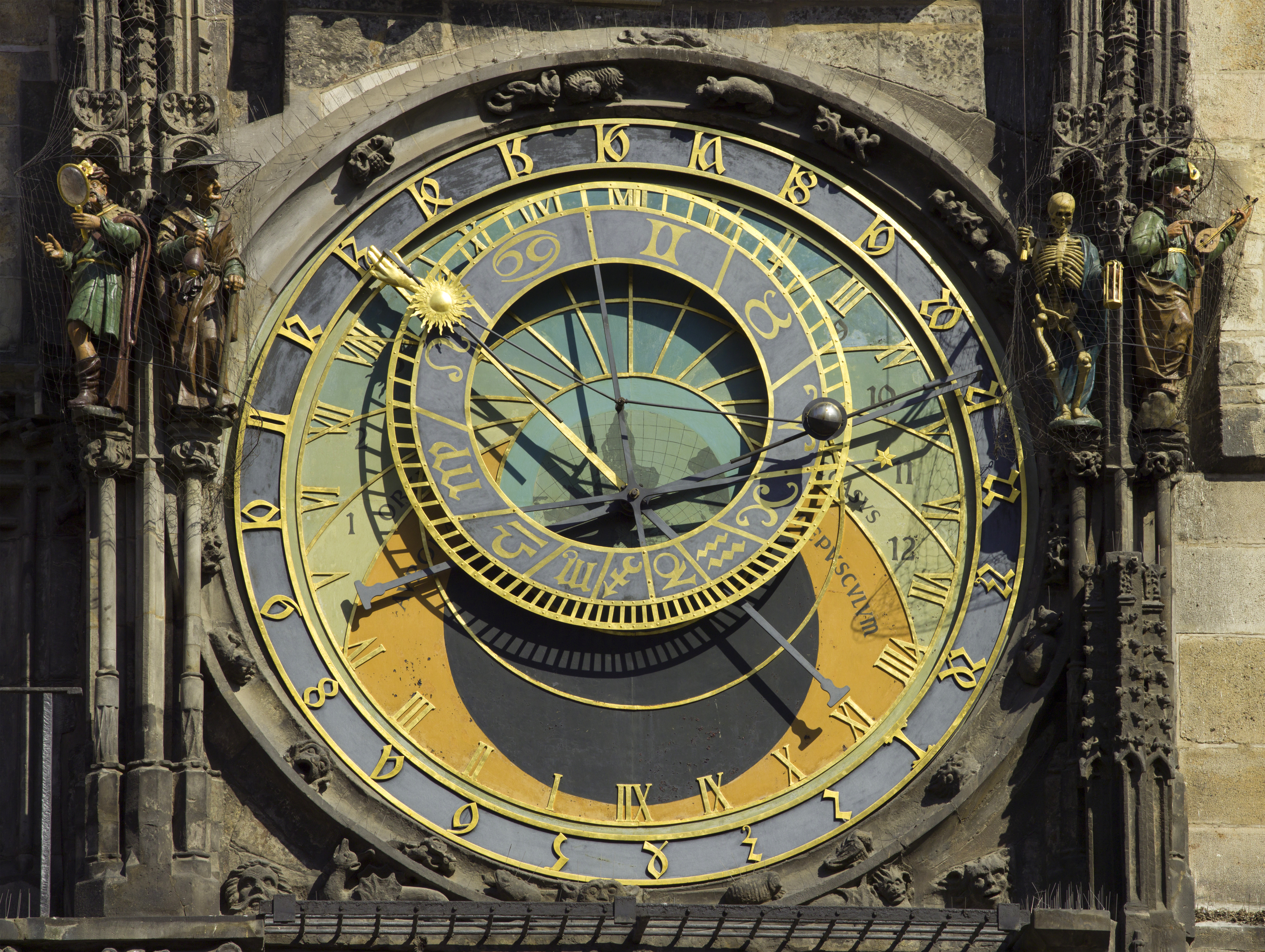
유명한 프라하 천문시계.

천문시계(天文時計, astronomical clock)는 특수한 메커니즘과 다이얼을 갖추어 천문정보를 표시할 수 있는 시계이다. 여기서 천문정보라 함은 태양과 달의 상대적 위치, 황도대 별자리, 행성의 위치 등이 있다.
손목시계나 회중시계에 들어가는 문페이즈 같은 것도 초소형 천문시계라 할 수 있다.

## 같이 보기
- 성반 (천문학)
- 태양계 모형